# Adelia triloba
Adelia triloba là một loài thực vật có hoa trong họ Đại kích. Loài này được (Müll.Arg.) Hemsl. mô tả khoa học đầu tiên năm 1883.